# Ulla Nordlöf-Lagerkranz
Ulla Nordlöf-Lagerkranz, folkbokförd Ulla Christina Nordlöf Lagerkranz, född 28 december 1942 i Enskede församling i Stockholm, är en svensk redaktör.
Nordlöf-Lagerkranz har varit verksam vid Utrikespolitiska Institutet och har gett ut ett antal böcker i utrikesfrågor. Hon har också varit redaktör för ett stort antal delar i skriftserien Länder i fickformat som kommit ut i flera upplagor. 
Hon är sedan 1978 gift med Johan Lagerkranz (född 1945).